# Manitoba Scotties Tournament of Hearts
Manitoba Scotties Tournament of Hearts - prowincjonalne mistrzostwa kobiet Manitoby w curlingu, zwycięzca występuje jako reprezentacja prowincji na Tournament of Hearts. Zawody rozgrywane są od 1952.

## Nazwa turnieju
- Eaton's Championship (1952-1960)
- Silver D Championship (1961-1967)
- Rose Bowl (1968-1972)
- Manitoba Lassie (1973-1981)
- Manitoba Scott Tournament of Hearts (1982-2006)
- Manitoba Scotties Tournament of Hearts (od 2007)

## Mistrzynie Manitoby
| Rok  | Czwarta               | Trzecia               | Druga                  | Otwierająca        | Miasto, klub                                | Pozycja na ToH |
| ---- | --------------------- | --------------------- | ---------------------- | ------------------ | ------------------------------------------- | -------------- |
| 1952 | Isabelle Ketchen      | Dot Ash               | Joy Longmore           | Ruby Evans         | Flin Flon, Flin Flon Curling Club           | x              |
| 1953 | Gladys Dick           | Muriel Wolstenholme   | Mabel McKinnon         | Sadie Pettapiece   | Rapid City, Rapid City Curling Club         | x              |
| 1954 | Dorothy Sawyer        | Kay Lazenby           | Nora Campbell          | Effie Johnson      | Foxwarren Curling Club                      | x              |
| 1955 | Ethel Wright          | Norma McLean          | Jean McKenzie          | Phil Flock         | Flin Flon, Flin Flon Curling Club           | x              |
| 1956 | Lily Clark            | Vic Painter           | Helen Wishart          | Diane Kitson       | Portage la Prairie, Portage Curling Club    | x              |
| 1957 | J.E. Clark            | A.Painter             | J. Wishart             | H. Kitson          | Portage la Prairie, Portage Curling Club    | x              |
| 1958 | Esther Poulton        | May Graham            | Mary Chalmers          | Dorothy Starr      | Winnipeg, Fort Rouge Curling Club           | x              |
| 1959 | Isabelle Ketchen      | Doris McFarlane       | Isabel Phillips        | Ruth McConnell     | Flin Flon, Flin Flon Curling Club           | x              |
| 1960 | Isabelle Ketchen      | Doris McFarlane       | Isabel Phillips        | Ruth McConnell     | Flin Flon, Flin Flon Curling Club           | x              |
| 1961 | Irene Parker          | Shirley Winstone      | Lola Grills            | Olive Gamey        | Strathclair, Strathclair Curling Club       | 6.             |
| 1962 | Kay Hebert            | Roberta Fahrner       | Marg Moon              | Gwen Frankhard     | Winnipeg, Charleswood Curling Club          | 7.             |
| 1963 | Irene Burton          | Marj Parrott          | Evelyn Boyd            | Marg Storey        | Bethany Curling Club                        | 10.            |
| 1964 | Myrle McGregor        | Isabelle Park         | Helen Brechin          | Norma Coles        | Carman, Carman Curling Club                 | 4.             |
| 1965 | Peggy Casselman       | Val Taylor            | Pat McDonald           | Pat Scott          | Winnipeg, Wildewood Curling Club            |                |
| 1966 | Joyce Beek            | Ruth McMillan         | Marg Davis             | Gayle White        | Dauphin, Dauphin Curling Club               | 6.             |
| 1967 | Betty Duguid          | Joan Ingram           | Laurie Bradawaski      | Dot Rose           | Winnipeg, Fort Garry Curling Club           |                |
| 1968 | Mabel Mitchell        | Shirley Bray          | Mildred Murray         | June Clark         | Brandon, Brandon Curling Club               |                |
| 1969 | Pat Brunsdon          | Joan Ingram           | Laurie Bradawaski      | Dot Rose           | Winnipeg, Fort Garry Curling Club           | 6.             |
| 1970 | Glenda Buhr           | Rose Taylor           | Mary Robertson         | Miriam Cook        | Winnipeg, Elmwood Curling Club              |                |
| 1971 | Mabel Mitchell        | Mildred Murray        | Ev. Bird               | June Clark         | Brandon, Brandon Curling Club               | 4.             |
| 1972 | Audrey Williamson     | Mabel Mitchell        | Flo Yeo                | Dru Dickens        | Brandon, Brandon Curling Club               |                |
| 1973 | Joan Ingram           | Laurie Bradawaski     | Dot Rose               | Jackie Tinney      | Winnipeg, Fort Garry Curling Club           |                |
| 1974 | Merline Darbyshire    | Marjorie Marsh        | Pat McCaughan          | Susan Dahl         | Portage la Prairie, Portage Curling Club    | 9.             |
| 1975 | Joan Mogk             | Jean Moffatt          | Betty Devins           | Karen Anderson     | Souris, Souris Curling Club                 | 5.             |
| 1976 | Joan Mogk             | Jean Moffatt          | Betty Devins           | Karen Anderson     | Souris, Souris Curling Club                 | 7.             |
| 1977 | Dorothy McKenzie      | Simone Rivard         | Una Irvine             | Heather Helston    | Winnipeg, Heather Curling Club              |                |
| 1978 | Cathy Pidzarko        | Chris Pidzarko        | Iris Armstrong         | Patti Vande        | Stony Mountain, Stony Mountain Curling Club |                |
| 1979 | Chris Pidzarko        | Rose Tanasichuk       | Iris Armstrong         | Patti Vande        | Stony Mountain, Stony Mountain Curling Club |                |
| 1980 | Donna Brownridge      | Patti Vande           | Carolyn Hall           | Connie Laliberte   | East St. Paul, East St. Paul Curling Club   | 8.             |
| 1981 | Joan Ingram           | Laurie Bradawaski     | Lorraine Byrnes        | Elaine James       | Winnipeg, Deer Lodge Curling Club           |                |
| 1982 | Dot Rose              | Lynne Andrews         | Kim Crass              | Shannon Burns      | Winnipeg, Deer Lodge Curling Club           |                |
| 1983 | Patti Vande           | Carol Dunstone        | Iris Armstrong         | Maureen Bonar      | Winnipeg, Granite Curling Club              | 4.             |
| 1984 | Connie Laliberte      | Chris More            | Corinne Peters         | Janet Arnott       | Winnipeg, Fort Rouge Curling Club           |                |
| 1985 | Merline Darbyshire    | Jacki Rintoul         | Carolyn Darbyshire     | Yvonne Beaudin     | Portage la Prairie, Portage Curling Club    | 6.             |
| 1986 | Darcy Kirkness        | Barb Kirkness         | Barb Fetch             | Faye Irwin         | Winnipeg, Deer Lodge Curling Club           | 6.             |
| 1987 | Kathie Ellwood        | Cathy Treloar         | Laurie Ellwood         | Sandi Asham        | Winnipeg, Deer Lodge Curling Club           |                |
| 1988 | Marlene Cleutinx      | Jacki Rintoul         | Judy Cochrane          | Lois Fast          | Winnipeg, Deer Lodge Curling Club           | 5.             |
| 1989 | Chris More            | Karen Purdy           | Lori Zeller            | Kristen Kuruluk    | Winnipeg, Fort Rouge Curling Club           |                |
| 1990 | Janet Harvey          | Jennifer Ryan         | Janine Sigurdson       | Kim Overton        | Winnipeg, Fort Garry Curling Club           | 8.             |
| 1991 | Kathie Allardyce      | Cathy Overton         | Laurie Ellwood         | Jill Proctor       | Winnipeg, Deer Lodge Curling Club           | 8.             |
| 1992 | Connie Laliberte      | Laurie Allen          | Cathy Gauthier         | Janet Arnott       | Winnipeg, Fort Rouge Curling Club           |                |
| 1993 | Maureen Bonar         | Lois Fowler           | Allyson Bell           | Rhonda Fowler      | Brandon, Brandon Ladies Curling Club        |                |
| 1994 | Connie Laliberte      | Karen Purdy           | Cathy Gauthier         | Janet Arnott       | Winnipeg, Fort Rouge Curling Club           |                |
| 1995 | Connie Laliberte      | Karen Purdy           | Cathy Gauthier         | Janet Arnott       | Winnipeg, Fort Rouge Curling Club           |                |
| 1996 | Maureen Bonar         | Gerri Cooke           | Allyson Bell           | Lois Fowler        | Brandon, Brandon Ladies Curling Club        | 5.             |
| 1997 | Janet Harvey          | Debbie Jones-Walker   | Carol Harvey           | Alison Harvey      | Winnipeg, Valour Road Curling Club          | 5.             |
| 1998 | Lois Fowler           | Betty Couling         | Sharon Fowler          | Jocelyn Beever     | Brandon, Brandon Ladies Curling Club        | 9.             |
| 1999 | Connie Laliberte      | Cathy Overton-Clapham | Debbie Jones-Walker    | Janet Arnott       | Winnipeg, Fort Rouge Curling Club           |                |
| 2000 | Cathy Overton-Clapham | Jill Staub            | Debbie Jones-Walker    | Janet Arnott       | Winnipeg, Fort Rouge Curling Club           |                |
| 2001 | Karen Young           | Jan Sandison          | Tammy Radchenka        | Alison Harvey      | Winnipeg, St. Vital Curling Club            | 6.             |
| 2002 | Jennifer Jones        | Karen Porritt         | Lynn Fallis-Kurz       | Dana Allerton      | Winnipeg, St. Vital Curling Club            | 4.             |
| 2003 | Barb Spencer          | Darcy Robertson       | Barb Enright           | Faye Unrau         | Winnipeg, Fort Rouge Curling Club           | 11.            |
| 2004 | Lois Fowler           | Gerri Cooke           | Maureen Bonar          | Lana Hunter        | Brandon, Wheat City Curling Club            | 4.             |
| 2005 | Jennifer Jones        | Cathy Overton-Clapham | Jill Officer           | Cathy Gauthier     | Winnipeg, St. Vital Curling Club            |                |
| 2006 | Janet Harvey          | Jill Thurston         | Cherie-Ann Loder       | Carey Burgess      | Winnipeg, Fort Rouge Curling Club           | 8.             |
| 2007 | Jennifer Jones        | Cathy Overton-Clapham | Jill Officer           | Janet Arnott       | Winnipeg, St. Vital Curling Club            |                |
| 2008 | Jennifer Jones        | Cathy Overton-Clapham | Jill Officer           | Dawn Askin         | Winnipeg, St. Vital Curling Club            |                |
| 2009 | Barb Spencer          | Darcy Robertson       | Brette Richards        | Barb Enright       | Winnipeg, Fort Rouge Curling Club           | 12.            |
| 2010 | Jill Thurston         | Kristen Phillips      | Leslie Wilson          | Raunora Westcott   | Winnipeg, Deer Lodge Curling Club           | 4.             |
| 2011 | Cathy Overton-Clapham | Karen Fallis          | Leslie Wilson          | Raunora Westcott   | Winnipeg, Fort Rouge Curling Club           | 9.             |
| 2012 | Jennifer Jones        | Kaitlyn Lawes         | Jill Officer           | Dawn Askin         | Winnipeg, St.Vital Curling Club             |                |
| 2013 | Jennifer Jones        | Kaitlyn Lawes         | Jill Officer           | Dawn Askin         | Winnipeg, St.Vital Curling Club             |                |
| 2014 | Chelsea Carey         | Kristy McDonald       | Kristen Foster         | Lindsay Titheridge | Winnipeg, Fort Rouge Curling Club           |                |
| 2015 | Jennifer Jones        | Kaitlyn Lawes         | Jill Officer           | Dawn McEwen        | Winnipeg, St. Vital Curling Club            |                |
| 2016 | Kerri Einarson        | Selena Kaatz          | Liz Fyfe               | Kristin MacCuish   | East St. Paul, East St. Paul CC             | 4.             |
| 2017 | Michelle Englot       | Kate Cameron          | Leslie Wilson-Westcott | Raunora Westcott   | Winnipeg, Granite Curling Club              |                |
| 2018 | Jennifer Jones        | Kaitlyn Lawes         | Jill Officer           | Dawn McEwen        | Winnipeg, St. Vital Curling Club            |                |

## Reprezentacja Manitoby na Tournament of Hearts i mistrzostwach świata
Manitoba w zestawieniu wszech czasów na mistrzostwach Kanady kobiet zajmuje drugie miejsce, łącznie reprezentacje tej prowincji zdobyły 29 medali, w tym 10 złotych, 9 srebrnych i 10 brązowych. Dodatkowo zawodniczki Manitoby od 1986, jako obrończynie tytułu występowały jako Team Canada. Podczas turniejów w 2009 i 2010 Jennifer Jones zdobyła złote medale. W 2018 zespół Kerri Einarson występował z dziką kartą i dotarł do finału, gdzie lepsza była Jennifer Jones.
Wliczając występy Team Canada drużyny z Manitoby wystąpiły 8-krotnie na mistrzostwach świata. Dwa razy sięgały po tytuł mistrzyń globu, dwa razy przegrały w finale, zdobyły również dwa brązowe medale. Podczas wszystkich mistrzostw świata Kanadyjki tylko 5 razy nie uplasowały się na podium, Jennifer Jones przegrywała dwa małe finały.